# Фомин, Владимир Васильевич (Герой Советского Союза)
Владимир Васильевич Фомин (1925—2000) — старшина Советской Армии, участник Великой Отечественной войны, Герой Советского Союза (1945).

## Биография
Владимир Фомин родился 1 февраля 1925 года в городе Артёмовск (ныне — Донецкая область Украины). Окончил девять классов школы. В сентябре 1943 года Фомин был призван на службу в Рабоче-крестьянскую Красную Армию. С ноября того же года — на фронтах Великой Отечественной войны. К январю 1945 года гвардии старшина Владимир Фомин был санинструктором 246-го гвардейского стрелкового полка 82-й гвардейской стрелковой дивизии 8-й гвардейской армии 1-го Белорусского фронта. Отличился во время освобождения Польши.
14 января 1945 года Фомин участвовал в прорыве немецкой обороны с Магнушевского плацдарма. Заменив собой выбывшего из строя командира взвода, он поднял бойцов в атаку и лично уничтожил 6 немецких солдат, ещё 4 взял в плен. Во время боёв за город Рава-Мазовецка взвод Фомина успешно разгромил штаб вражеского батальона. 24-27 января Фомин участвовал в боях за Познань. В тех боях он оказал первую помощь 49 раненным, сам был ранен два раза, но продолжал выполнять свои обязанности.
Указом Президиума Верховного Совета СССР от 31 мая 1945 года за «образцовое выполнение боевых заданий командования на фронте борьбы с немецкими захватчиками и проявленные при этом мужество и героизм» гвардии старшина Владимир Фомин был удостоен высокого звания Героя Советского Союза с вручением ордена Ленина и медали «Золотая Звезда» за номером 8906.
В 1946 году Фомин был демобилизован. В 1951 году он окончил Харьковский институт советской торговли. Проживал и работал в Севастополе.
Умер 10 декабря 2000 года, похоронен на севастопольском кладбище «Кальфа».
Был также награждён орденами Отечественной войны 1-й степени и Красной Звезды, рядом медалей, Орденом Богдана Хмельницкого III степени (1999).